# Jakob Greber (Politiker)
Jakob Franz Greber (* 23. März 1952 in Bregenz) ist ein ehemaliger österreichischer Politiker (ÖVP) und Landwirt. Er war von 1982 bis 1994 Abgeordneter zum Vorarlberger Landtag und von 1985 bis 2004 Bürgermeister von Schwarzenberg.

## Ausbildung und Beruf
Greber besuchte nach der Volksschule Schwarzenberg den polytechnischen Lehrgang und absolvierte danach die landwirtschaftliche Berufsschule sowie den St. Wolfganger Absolventenkurs. 1976 legte er die  landwirtschaftliche Meisterprüfung ab, 1978 erwarb er ein Diplom für „Agrarpolitik“ an der Politischen Akademie Wien. Beruflich arbeitete er zwischen 1967 und 1970 am elterlichen Bauernhof mit, den er 1970 übernahm und bis 1977 führte. Er arbeitete danach von 1977 bis 1985 als Leiter der Außenstelle Vorarlberg des Getreidewirtschaftsfonds und war danach von 1985 bis 2004 beruflich als Bürgermeister tätig. Seit 2005 führt er mit seiner Ehefrau einen Gastbetrieb. 

## Politik und Funktionen
Greber trat 1974 der Österreichischen Volkspartei bzw. seiner Teilorganisation, dem Österreichischen Bauernbund, bei. Er war daraufhin von 1976 bis 1994 Mitglied des Landesbauernrates und ab 1982 Obmann des Bauernbundes in der Gemeinde Schwarzenberg. Zudem fungierte er von 1984 bis 1994 als Obmann des Bauernbundes Bregenzerwald. Des Weiteren war Greber Gründungsmitglied der Vorarlberger Jungbauernschaft sowie dessen Schriftführer und Landesobmann und war Mitbegründer der Arge Alp Landjugend-Jungbauern sowie der Arge Jungbauern im Österreichischen Bauernbund Wien. 
In der Lokalpolitik war er von 1980 bis 2004 als Mitglied der Gemeindevertretung aktiv, zudem wurde er 1985 zum Mitglied des Gemeinderates sowie zum Bürgermeister von Schwarzenberg gewählt. Greber blieb bis März 2004 in dieser Funktion. Er war ab dem 3. Februar 1982 als Abgeordneter des Wahlbezirkes Bregenz auch Vorarlberger Landtagsabgeordneter, wobei er Walter Renner nachfolgte. Nach der Landtagswahl 1984 rückte er für den zum Landesrat gewählten Abgeordneten Siegfried Gasser nach, per 3. Oktober 1994 schied er aus dem Landtag aus. 
Greber war innerparteilich von 1976 bis 1994 Mitglied des Landesparteivorstandes der ÖVP Vorarlberg. Er gehörte zudem der Landesparteileitung der ÖVP Vorarlberg an, war von 1976 bis 2004 Mitglied der ÖVP Bezirksleitung Bezau und fungierte als stellvertretender Bezirksparteiobmann der ÖVP Bezau. er engagierte sich des Weiteren ehrenamtlich als Pfarrgemeinderat in Schwarzenberg, war bei der Sennerei Schwarzenberg aktiv und Obmann des Studienkomitees für Jugendfragen und Vorstandsmitglied der Regionalplanungsgemeinschaft Bregenzerwald.

## Privates
Jakob Franz Gerber war der Sohn des Landwirts Jakob Greber aus Schwarzenberg sowie dessen ebenfalls aus Schwarzenberg stammenden Gattin Katharina Greber, geborene Schmid. Er heiratete 1987 die Krankenschwester  Angela Maria Nigsch und wurde zwischen 1989 und 1997 Vater von vier Söhnen.

## Auszeichnungen
- Ehrenobmann des Bezirksbauernbundes Bregenzerwald (1996)
- Ernennung zum „Ökonomierat“ (2009)
- Großes Verdienstzeichen des Landes Vorarlberg (2009)
- Ehrenbürger der Gemeinde Schwarzenberg (2009)